# Burg Rabenstein (Oberfranken)

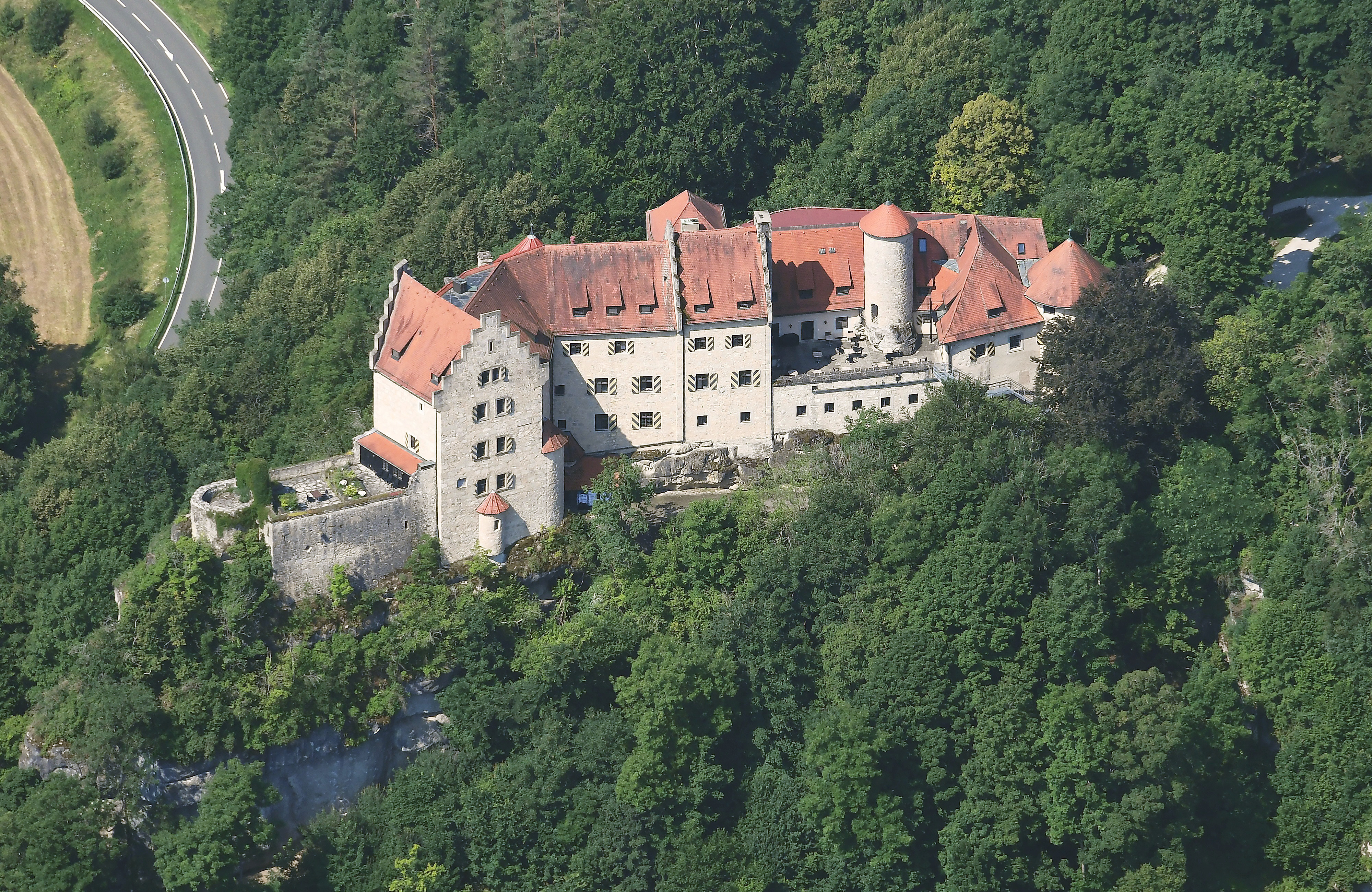
Burg Rabenstein från öster

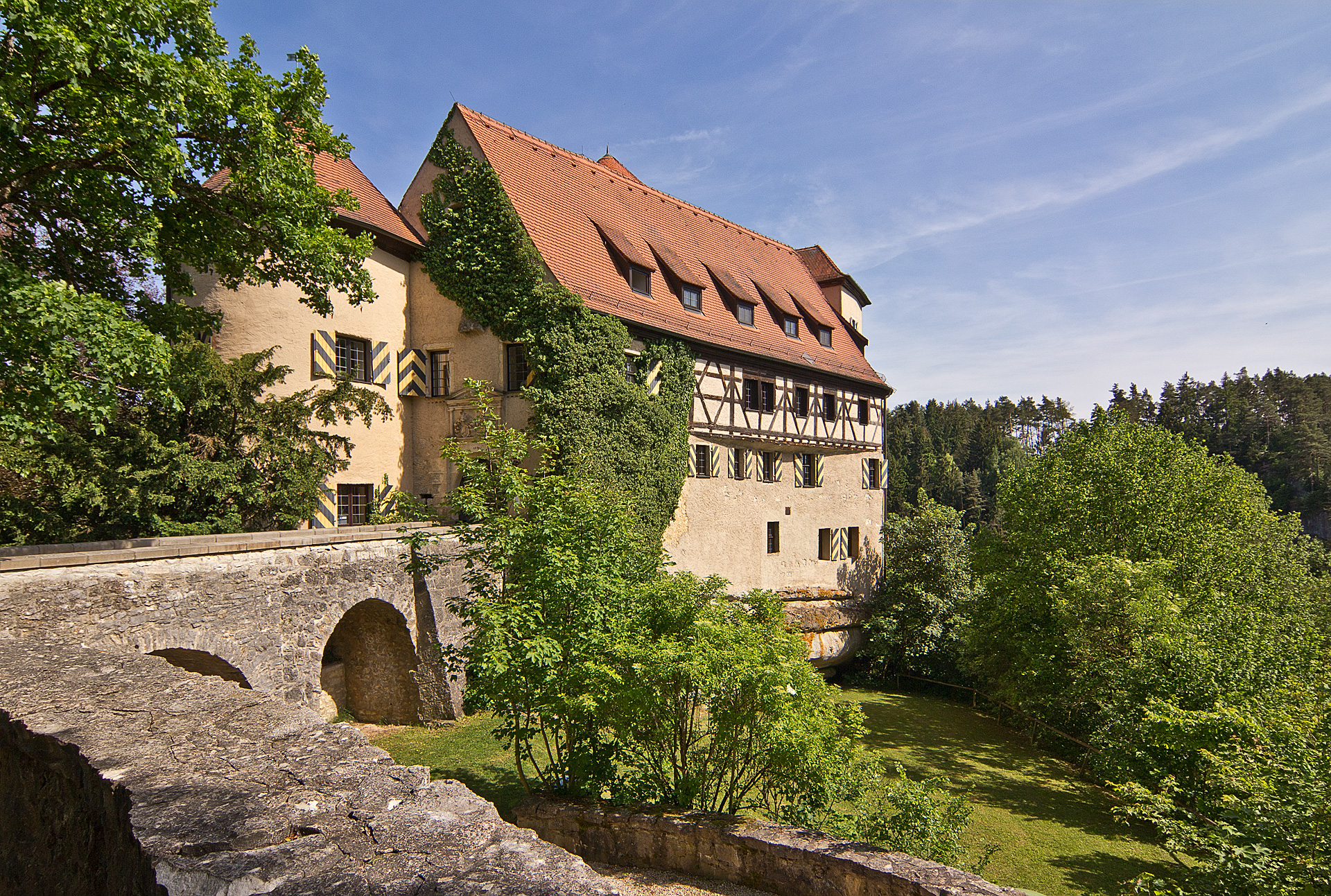
Utsikt från nordväst

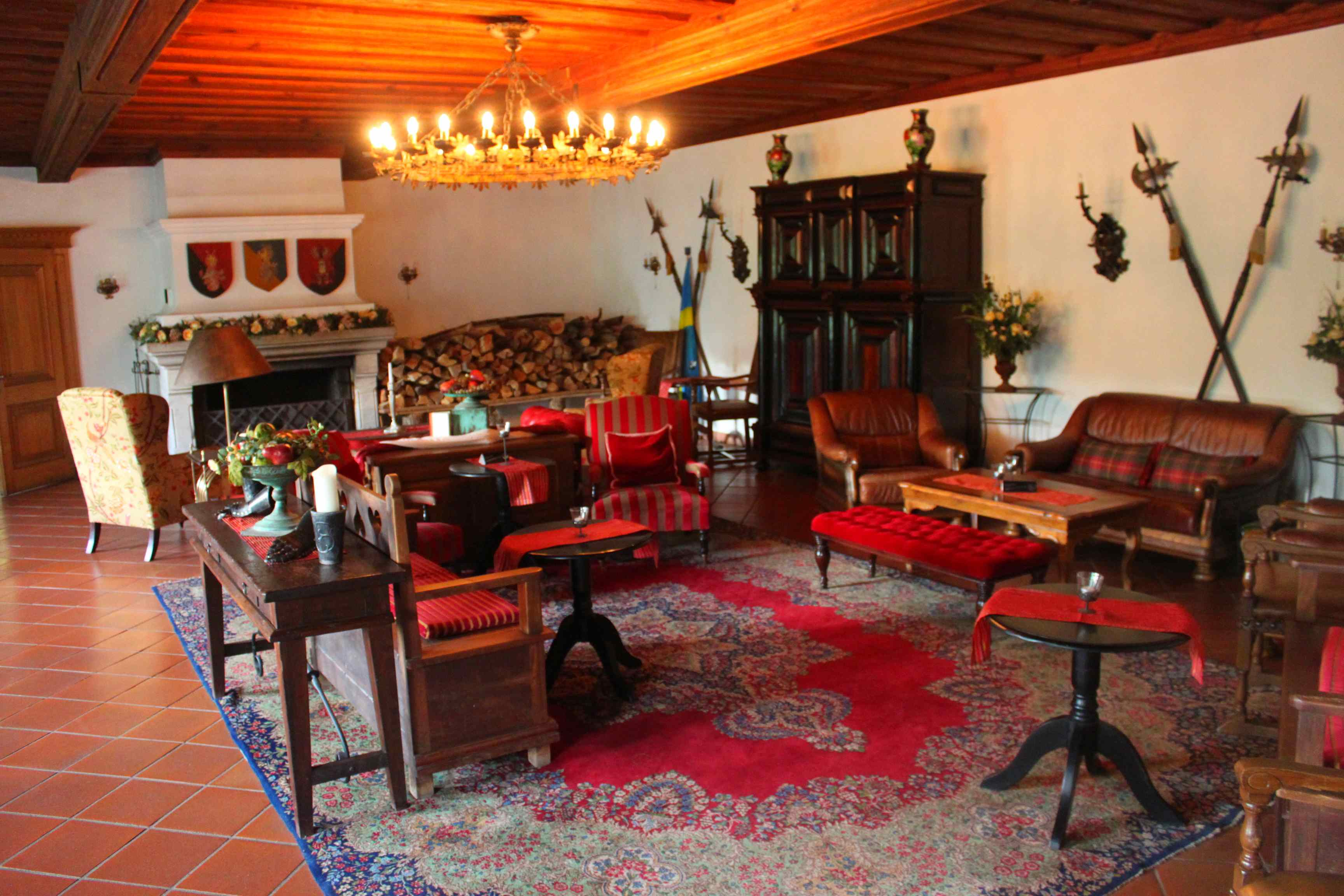
Interiör från borgen

Burg Rabenstein (Övre Franken) (tyska: Burg Rabenstein) är en tidigare högmedeltida aristokratisk borg i Ahorntals kommun i regeringsområdet Oberfranken i Landkreis Bayreuth i förbundslandet Bayern i Tyskland.

## Geografiskt läge
Höhenburg ligger i den frankiska Schweiz-Veldenstein skogsparken på en stenig bergsutlöpare cirka 420 meter över Ailsbachdalen i Frankiska Schweiz, 6,5 kilometer nordväst om Pottenstein. Det finns en stalaktitgrotta, Sophienhöhle, upptäckt 1833  inom gångavstånd från slottet.

## Historia
Burg Rabensteins historia börjar i slutet av 1100-talet. Den äldsta delen av komplexet på toppen av berget är från denna period. Redan 1188 dök en ministerfamilj upp i ett dokument. Denna familj tog över slottets namn och  de hade också en korp i vapenskölden. Slottet tillhörde herrarna i Waischenfeld.
Under århundradena bytte slottet ägare ofta. Slottet förstördes bland annat efter Städernas krig 1388 och Prinsens krig 1460, och efter sådana händelser renoverades slottet i olika omgångar. Strukturförändringarna var särskilt slående när Rabensteins åter tog över slottet 1557 efter 300 år. Daniel von Rabenstein lät bygga om det till ett renässanskomplex med tre flyglar, som tyvärr förstördes igen under trettioåriga kriget.
Burg Rabenstein förvärvades av greven av Schönborn 1742. Vid ett besök av den bayerska kungen Ludwig I av Bayern och hans fru Theresie lät greve Franz-Erwein göra om halvruinen 1829/1830. Slottet och dess marker förblev i greven av Schönborns ägo till 1975.
Sedan 2004 har slottet ägts av Burg Rabenstein Event GmbH, som har slutfört de renoverings- och ombyggnadsaktiviteter som påbörjades 1970 och har gjort att slottet fått en mångsidig användning.